# Ялта (село)
Я́лта — село Комарської сільської громади Волноваського району Донецької області, Україна.

## Загальні відомості
Село розташоване на лівому березі р. Вовча. Відстань до Великої Новосілки становить близько 29 км і проходить автошляхом місцевого значення.
Землі села межують із територією с. Філія Синельниківського району Дніпропетровської області.
Поруч із селом розташований ландшафтний заказник місцевого значення Щуча заводь.

## Археологія
Біля села Ялти виявлено рештки поселення доби міді—бронзи.
Поблизу села виявлено знайдено кілька кочівницьких кам'яних баб та поселення салтівської культури.

## Населення
За даними перепису 2001 року населення села становило 143 особи, з них 20,28 % зазначили рідною мову українську, 68,53 % — російську та 11,19 % — грецьку мову.